# Rio Crasna (Bârlad)
O Rio Crasna (Bârlad) é um rio da Romênia, afluente do Bârlad, localizado no distrito de Iaşi,

Vaslui.